# Віналгейвен (Мен)
Віналгейвен (англ. Vinalhaven) — місто (англ. town) в США, в окрузі Нокс штату Мен. Населення — 1279 осіб (2020).

## Демографія
Згідно з переписом 2010 року, у місті мешкало 1165 осіб у 545 домогосподарствах у складі 320 родин. Було 1295 помешкань
Расовий склад населення:
| - 97,6 % — білих - 0,3 % — корінних американців - 0,3 % — азіатів - 0,1 % — чорних або афроамериканців |

До двох чи більше рас належало 1,6 %. Частка іспаномовних становила 0,2 % від усіх жителів.
За віковим діапазоном населення розподілялося таким чином: 19,5 % — особи молодші 18 років, 63,8 % — особи у віці 18—64 років, 16,7 % — особи у віці 65 років та старші. Медіана віку мешканця становила 45,1 року. На 100 осіб жіночої статі у місті припадало 104,7 чоловіків;  на 100 жінок у віці від 18 років та старших — 103,0 чоловіків також старших 18 років.
Середній дохід на одне домашнє господарство  становив 63 613 долари США (медіана — 52 045), а середній дохід на одну сім'ю — 79 377 доларів (медіана — 72 125). Медіана доходів становила 45 673 долари для чоловіків та 40 556 доларів для жінок. За межею бідності перебувало 12,3 % осіб, у тому числі 0,0 % дітей у віці до 18 років та 10,7 % осіб у віці 65 років та старших.
Цивільне працевлаштоване населення становило 575 осіб. Основні галузі зайнятості: сільське господарство, лісництво, риболовля — 36,5 %, освіта, охорона здоров'я та соціальна допомога — 17,4 %, будівництво — 11,8 %, роздрібна торгівля — 11,5 %.